# 傀儡尪仔
〈傀儡尪仔〉是臺灣創作歌手、時任科藝百代製作經理陳小霞於1991年出版的首個專輯《大腳姐仔》的第一主打歌。〈傀儡尪仔〉有兩個版本，其中一個版本為獨唱版本，為專輯的第一首曲目，而另一個版本則為與科藝百代時任總監齊秦合唱的版本，為專輯的最後一首曲目。〈傀儡尪仔〉所屬的專輯《大腳姐仔》獲選為《台灣流行音樂200最佳專輯》中「1975－1993台灣流行音樂百張最佳專輯」榜單的第16名。〈傀儡尪仔〉曾被不同歌手翻唱與改編為其他語種的歌曲，其中以香港歌星陳慧嫻的粵語版歌曲〈歸來吧〉尤為著名。

## 背景與發行
1980年代末期，科藝百代在臺灣成立直營分公司，首任總監為歌手齊秦，而陳小霞作為齊秦的好友也被延攬成為當時的製作經理。陳小霞並不適應科藝百代體制內固定上下班的工作，而選擇利用下班後到深夜零碎的時間在MIDI室寫歌寫到天亮才回家。陳小霞所寫的台語歌後來恰巧被齊秦聽到，對方覺得陳小霞所寫的台語歌很有自己的特殊風格，於是遊說陳小霞發行一張台語專輯。陳小霞的首張專輯《大腳姐仔》由此誕生，〈傀儡尪仔〉為《大腳姐仔》的第一主打歌。〈傀儡尪仔〉一共錄製了兩個版本，一個是獨唱版本，另外一個是與齊秦合唱的版本，兩個版本分別被安排在專輯的第一首和最後一首曲目。陳小霞在接受中華音樂著作權協會的專訪時表示，與齊秦是很好的朋友，由於齊秦很喜歡〈傀儡尪仔〉，而且他以前也沒錄唱過台語歌，因此陳小霞利用此機會與他合作，繼而產生合唱版。

## 音樂與歌詞
大眾普遍認為〈傀儡尪仔〉是在描繪她在生活困頓時的感懷之作，Hit FM聯播網從此説，並稱其為陳小霞在其生活最拮据的時候所寫，更稱當時甚至連陳小霞本人都不知道〈傀儡尪仔〉是否可以發行。同時，大眾普遍認為〈傀儡尪仔〉是作詞者曹麗娟為陳小霞量身打造的歌曲。然而，陳小霞在接受中華音樂著作權協會的專訪時稱其根本不認識曹麗娟，而會為其詞譜上曲純屬巧合。〈傀儡尪仔〉的歌詞原為作者曹麗娟投稿發表在《漢聲雜誌》的作品，在有人輾轉把該歌詞拿給陳小霞後，陳小霞才知道有該歌詞。〈傀儡尪仔〉的歌詞是對人生身不由己的慨嘆，因為人生彷彿就是「傀儡尪仔」（布袋戲中的布偶公仔），被命運牽著線舞動。
〈傀儡尪仔〉的伴奏音樂除慣用的西方樂器外，也加入了作為東方樂器的唢呐，作為東西結合的表現。〈傀儡尪仔〉的編曲原本只有電吉他，但陳小霞覺得應該要有一個能和電吉他匹配的東方樂器與之呼應，最後加入了嗩吶，以代表東方並表達濃烈強悍的情感。陳小霞在接受中華音樂著作權協會的專訪時表示，當時嗩吶一吹，甚至電吉他都必須插上吉他音箱才能跟嗩吶對話。

## 反響
中華音樂著作權協會在對陳小霞的專訪文章中稱〈傀儡尪仔〉的傳唱度和商業成份最高，同時也貼切地勾勒出專輯《大腳姐仔》所欲傳遞的精神，而Hit FM聯播網則稱〈傀儡尪仔〉體現了陳小霞從女性角度觀察和體會事物的細膩程度。《同路人》在其〈歲月留聲〉專欄中稱陳小霞在〈傀儡尪仔〉中的聲線偏低，在演繹時有成熟女人的滄桑感，但又絕無絲毫的風塵感，而在合唱版本中，《同路人》稱陳小霞的舒緩自如和齊秦的掙扎形成了鮮明的對比，更指齊秦在合唱中處於下風。中華音樂著作權協會在對陳小霞的專訪文章中也稱〈傀儡尪仔〉在編曲上將東西元素結合在一起，而如此大膽的編曲手法使許多樂迷對〈傀儡尪仔〉更為印象深刻。〈傀儡尪仔〉寫出芸芸眾生在面對生活磨難時的無奈與感受，讓許多聽眾產生共鳴。〈傀儡尪仔〉所屬的專輯《大腳姐仔》不但在發行後成為很多業界與愛樂者的夢幻逸品，更獲選為《台灣流行音樂200最佳專輯》中「1975－1993台灣流行音樂百張最佳專輯」榜單的第16名。

## 翻唱及衍生版本
蔡可荔、陳麗莉與張美玲等歌手均曾翻唱〈傀儡尪仔〉，而三人翻唱的版本分別收錄於《福建專輯》、《音樂廚房》與《福建暢銷金曲》三張專輯中。香港歌星陳慧嫻的粵語歌曲〈歸來吧〉與中国大陆歌手白雪的普通话歌曲〈歸來〉均為〈傀儡尪仔〉的改編作品，其中以前者尤為著名，而副歌部分的歌詞「傀儡尪仔　傀儡尪仔」在兩首改編曲中均獲得保留。